# テストーネ

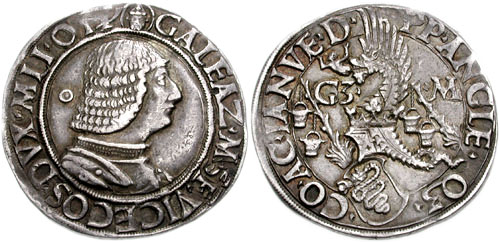
ガレアッツォ・マリーア・スフォルツァのテストーネ貨。1470年代。左（表面）は肖像を中心として周囲に“GALEAZ·M·SF·VICECOS·DVX·MLI·QIT”。右（裏面）ドラゴンの周囲に“PP·ANGLE·Q3· ·CO·AC·IANVE·D”。ドラゴンはスフォルツァ家の紋章に使われているもの。

テストーネ、テストーニ（イタリア語: testone）、テストン（フランス語: teston）はかつてヨーロッパで使われていた銀貨の一種。15世紀後半にミラノで生まれた貨幣のタイプで、発行者の頭部像を図柄として採用している。フランス、イングランドなど、さらにローマにおいては教皇名でも発行された。
発祥の地はミラノで、スフォルツァ家のガレアッツォ・マリーア・スフォルツァが1474年に発布した貨幣改革の一環として、テストーネ銀貨が発行された。人物の頭部の図柄を用いたテストーネ銀貨の名は、イタリア語の頭をさす単語 testa に拡大辞をつけた testone による。また、以前から計算貨幣として使われてきた貨幣単位リラ（=20ソルド=240デナロ。フランスにおけるリーヴルに対応）やグロッソーネの異称でも呼ばれた。この時のテストーネ銀貨1枚の重量は9.78グラムで品位は962/1000であった。テストーネ銀貨はイタリア各地で人気を得て流行した。また、同様のデザインはスイス、ドイツ、フランス、イングランドなどの貨幣でも見られるようになった。
ちなみに名称からして人物像が特徴とされるテストーネであるが、人物の頭部を描いた西欧の貨幣はスフォルツァ家初代フランチェスコ・スフォルツァのドゥカート金貨にも見られるように、テストーネ貨が初というわけではない。更に言えばローマ時代にも存在している。人物の肖像を貨幣に用いるのは古代ローマ時代に既出であったが、スフォルツァ家が1450年に復活させたのである。

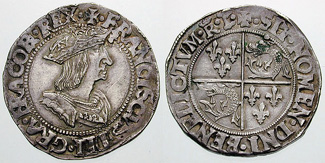
フランソワ1世のテストン銀貨。1528年 - 1540年。

## フランスにおけるテストン
冒頭でも挙げたように、フランス語ではこの手の銀貨をテストン (teston) といった。かねてからイタリアの各地でテストーネを発行していたルイ12世は、1514年にフランスに初めてテストン銀貨を導入した。1514年4月6日の王令によるもので、重量は9.57グラム、品位は938/1000を有し、トゥール貨10スー（=120ドゥニエ = 1/2リーヴル）の価値があると定められた。ただし、1514年とは彼の死の前年であり発行数は少量にとどまった。
1521年に発行されたテストン銀貨は品位899/1000に落ちていたが、フランソワ1世治下においてもっとも広く流通する銀貨となっていた。以後、アンリ2世、シャルル9世の時代にも発行されつづけた。アンリ3世もテストンを発行したが、1575年の貨幣制度改革においてテストンを禁止とした。そして1577年にはフラン銀貨を重量14.18グラム、品位833/1000で発行した。